# الخوف من المطر (فلم)
الخوف من المطر (بالإنجليزية: Fear of Rain) فيلم إثارة نفسي، ورعب أمريكي لعام 2021  من تأليف وإخراج كاستيل لاندون، وبطولة كاثرين هيغل، وماديسون إيسمان. يعرض الفيلم معاناة فتاة مصابة بالفصام من هلوسات مرعبة عندما تبدأ في الاشتباه في أن جارها قد اختطف طفلاً. أصدر الفيلم شركة أفلام ليونزجيت في الولايات المتحدة في 12 فبراير 2021.

## طاقم التمثيل
ماديسون إيسمان: في دور رين بوروز
كاثرين هيجل: في دور ميشيل بوروز
إسرائيل بروسارد: في دور كالب
أوجيني بوندورانت: في دور داني مكونيل
هاري كونيك جونيور: في دور جون بوروز
جوليا فاسي: في دور أليكسا
إينوكا أوكوما: في دور د. إلين بانجلوس
هدسون رودجرز: في دور ماليا
ليلى ريستاينو: في دور يونغ رين
اشلي أبرامز: في دور سيلفي
جانيت سيبوا: في دور الممرضة روزا
بيانكا دامبروسيو: في دور سيندا
بريان يانج: في دور طبيب

## أحداث الفيلم
تبدأ أحداث الفيلم والفتاة رين بوروز (ماديسون إيسمان) تركض في الغابة، ويطاردها رجل يرتدي معطف داكن. تستيقظ، وهي في المستشفى محاطة بوالدتها ميشيل (كاثرين هيغل)، ووالدها جون (هاري كونيك جونيور) وتنقل إلى غرفة المعالج. يعود رين إلى مدرستها، وتلتقي بصديقها كالب (إسرائيل بروسارد) الذي تراه رين وكأنه شاب مثالي.
تحلم رين، ذات ليلة، بحلم سيئ، ترى راين معلمتها السيدة مكونيل (أوجيني باوندارانت) وهي ترقص مع طفل صغير. تستيقظ وهي في حالة رعب. تتوجه راين ووالدها إلى منزل السيدة مكونيل، ولا يجدوا أي دليل، وفي اليوم التالي في المدرسة، تصطدم راين بالسيدة ماكونيل بالصدفة في كافتيريا المدرسة وتجري إلى الخارج خائفة. يجدها كالب ويواسيها بينما تخبر راين كالب عما رأته الليلة الماضية في حلمها.
تعاني رين من أحلام كثيرة تبدو حقيقية، وتعثر على طفل محبوس داخل قفص، وهي تحاول تحريره. تصعد رين إلى الداخل بينما كانت السيدة ماكونيل تنزل الدرج وتواجه رين، وتمسك بيدها وتطلب منها ألا تخبر أحداً. ترفض رين، وتهاجم السيدة مكونيل، التي تحاول التملص، لكن كالب يصل ويهاجمها أيضاً. تهرب رين مع الطفلة عندما يصل والدها جون إلى المنزل. يتم استدعاء الشرطة ويتم وضع الطفلة إلى الرعاية الوقائية حتى وصول والديها. يتعرض كالب للطعن وينقل في سيارة إسعاف بينما تلمس رين يده. وينتهي الفيلم.

## التصوير
بدأ التصوير الرئيسي، والفيلم تحت عنوان «رأيت رجلاً بعيون صفراء I Saw a Man with Yellow Eyes»، في أبريل 2019 في تامبا، فلوريدا، وسانت بطرسبرغ، فلوريدا. أُعلن في نوفمبر 2019، أن الفيلم في مرحلة ما بعد الإنتاج. أصدرت شركة أفلام ليونزجيت الفيلم في الولايات المتحدة في 12 فبراير 2021.

## استقبال الفيلم
كتبت كاث كلارك من صحيفة الجارديان 20 أبريل 2021 : «هناك نوعان من التقلبات المضحكة في النهاية تجعل الفيلم قابل للمشاهدة للغاية»، ومنحت الفيلم تقييماً مقداره 3/5. منح جورج بيريموف من موقع ساين مارفيلوس الفيلم درجة 5.5/10، بينما منحه جيفري م.أندرسون من موقع كومن سينس ميديا 3/5، وأيضاً منح الفيلم موقع بلو راي درجة 3/5.
كتبت كريستينا دي على موقع أول هورور: «ما لا يعمل بشكل جيد هنا هو أسلوب الفيلم القاسي في التعامل مع الأمراض العقلية. على الرغم من أن الكاتبة، والمخرجة لاندون شرعت في الإشارة إلى أن بطلتها» رين«هي أكثر بكثير من المرض الذي تعاني منه».
منح موقع الطماطم الفاسدة الفيلم تقييماً مقداره 54% بناءاً على آراء 13 ناقداً سينمائياً.
منح 3591 من مستخدمي قاعدة بيانات الأفلام على الإنترنت متوسطًا مرجحًا للأصوات بلغ 5.9 / 10.

## وصلات خارجية
https://www.imdb.com/title/tt10037014/ الخوف من المطر (فيلم)
https://www.rottentomatoes.com/m/fear_of_rain الخوف من المطر (فيلم)
https://www.allmovie.com/movie/fear-of-rain-v725573/corrections الخوف من المطر (فيلم)
https://www.filmaffinity.com/uk/search.php?stype=director&sn&stext=Castille%20Landon الخوف من المطر (فيلم)